# Christian Rømer Stokbro
Christian Rømer Stokbro (født Stokbro Karlsen 8. juli 1975 i Hjørring) er en dansk lyriker, litteraturanmelder og essayist bosat i Kerteminde.
Stokbro er uddannet mag.art. i Nordisk litteratur fra Københavns Universitet og har fungeret som litteraturkritiker på Nordjyske Stiftstidende, Kulturen.nu, Eftertryk Magasin, Ekstra Bladet  og nu på POV International.

## Digteren
Stokbro fik antaget digte i Hvedekorn i 1999 og debuterede i bogform i 2002 på Samlerens Forlag med digtsamlingen Kerygma, der benyttede kristendommen og den tyske filosof Martin Heidegger som samtalepartnere i en surrealistisk og barok præget digtning. Også den svært tilgængelige Poetik fra 2017 er i samtale med Heidegger. I 2015 udkom hans oversættelse af et udvalg af essays fra det amerikanske kollektiv Research & Destroy under titlen Nederlagene vil fortsætte, der blev udgivet på forlaget OVO Press.
I 2018 udkom digtsamlingen Hvor alt er hvidt, som ikke har fået nogen særlig opmærksomhed fra den danske presse. Det kan virke paradoksalt, når den svenske forfatter Kristian Lundberg på baggrund af denne digtsamling beskriver Stokbro "som en af de vigtigste nordiske nulevende lyrikere".
Overordnet set gælder det for forfatterskabet, at det kredser omkring nogle af eksistensens udsatte positioner som for eksempel døden, angst og kærlighed. Det er det, Erik Skyum-Nielsen i en anmeldelse kalder "tyskteologisk" og beskriver som, at tilværelsen "mødes og opleves i dens at-hed". Stokbro er således en af få danske værensdigtere, og der er da også en påvirkning at spore fra tyske digtere som Friedrich Hölderlin og Rainer Maria Rilke, men også fra 90'ernes danske eksistensdigtere, f.eks. Inger Christensen og Søren Ulrik Thomsen - jf. bogen Eksistentiel nødvendighed. 
Lidt specielt er det, at udgivelserne fra 2017-23 er udkommet på dansk på det svenske mikroforlag Sapeur Förlag, der drives af den svenske filosof og forfatter Mattias Jeschko-Edberg.

## Kritikeren
Som kritiker ved Nordjyske Stiftstidende skabte Stokbro i 2018 postyr med sin anmeldelse af Knud Sørensens digtsamling Inden så længe, idet han gav denne lovpriste og folkekære digters måske sidste digtsamling to ud af seks stjerner. Der var flere læserbreve både i Morsø Folkeblad  og i Nordjyske Stiftstidende, ligesom anmeldelsen blev omtalt i Weekendavisen. 
I det hele taget er Stokbro kendt for som kritiker at have en hård og egensindig anmelderlinje. Det ses f.eks. når Lars Bukdahl skriver, at "Stokbro [er] inkarneret 
avantgardeskeptisk" i modsætning til ham selv. Bukdahl fortsætter i sin Kontrovers-klumme: " Forfriskende er til gengæld hans respektløse omgang 
med koryfæer som Henrik Nordbrandt og Knud Sørensen; aldrig har en 
lyrikanmeldelse forarget så meget, som da to stjerner-anmeldelsen af Knud S. 
blev bragt i Morsø Folkeblad". 
Fra november 2020 fungerer Stokbro som lyrikanmelder ved Kulturen.nu indtil november 2022; Kulturen.nu blev etableret af nogle af de tidligere redaktører fra den nedlagte kulturredaktion på Nordjyske Stiftstidende. Fra 2023 til 2024 virkede Stokbro  som litteraturanmelder på Ekstra Bladet, hvor han fortsætter sin “respektløse” tilgang fra bl.a. Nordjyske Stiftstidende; det hed i den forbindelse, at Stokbro "er kendt som en kompromisløs og venneløs anmelder".
Stokbro har desuden gennem en årrække sideløbende med sine ansættelser på diverse medier anmeldt litteratur på sin blog Læst hostet på WordPress.